# Le Samyn
Le Samyn es una carrera ciclista belga de un día disputada entre Frameries y Dour en la provincia de Hainaut.
Esta carrera fue creada en 1968 bajo el nombre de Gran Premio de Fayt-le-Franc. En 1970, se decidió cambiar el nombre del Gran Premio como un homenaje a su primer ganador José Samyn, que murió en la carrera de 1969. Desde 1974, se celebra el martes o miércoles siguiente al Omloop Het Nieuwsblad. Desde la creación de los Circuitos Continentales UCI en 2005 forma parte del UCI Europe Tour, dentro de la categoría 1.1; sin embargo la carrera ese año fue cancelada debido a la nieve.
Desde 2012 se disputa edición femenina, llamada oficialmente Le Samyn des Dames, dentro de la categoría 1.2 (última categoría del profesionalismo). Tiene similares características, de hecho comienza y acaba en el mismo lugar que su homónima masculina, pero con menor kilometraje. El ganador de la última edición, la del 2025, es Mathieu van der Poel.

## Palmarés
| Año                       | Ganador                  | Segundo                 | Tercero                 |
| ------------------------- | ------------------------ | ----------------------- | ----------------------- |
| 1968                      | José Samyn               | Bernard Guyot           | Victor Van Schil        |
| 1969                      | Herman Vrijders          | Roger Kindt             | Freddy Decloedt         |
| 1970                      | Ronny Van De Vijver      | Jacques Zwaenepoel      | Andre Dierickx          |
| 1971                      | Julien Van Lint          | Etienne Sonck           | Ronny Van De Vijver     |
| 1972                      | Marc Demeyer             | Gérard Hendrickx        | Willy Van Neste         |
| 1973                      | Louis Verreydt           | Christian De Buysschere | Eric Wijckaert          |
| 1974                      | Andre Dierickx           | Ferdinand Bracke        | Gustaaf Van Roosbroeck  |
| 1975                      | Alain Santy              | Ronald De Witte         | Eric Leman              |
| 1976                      | Dirk Baert               | Jacques Martin          | Ferdi van den Haute     |
| 1977                      | Michel Périn             | Rudy Pevenage           | Frans van Vlierberghe   |
| 1978                      | Herman Van Springel      | Frank Hoste             | Marc Demeyer            |
| 1979                      | Jos Schipper             | Roger Vershaeve         | Ferdi van den Haute     |
| 1980                      | Géry Verlinden           | Michel Pollentier       | José De Cauwer          |
| 1981                      | Pol Verschuere           | Adrie van der Poel      | Patrick Versluys        |
| 1982                      | Joseph Jacobs            | Daniel Willems          | Pol Verschuere          |
| 1983                      | Jacques van Meer         | Luc Colijn              | Ludo De Keulenaer       |
| 1984                      | Daniel Rossel            | Ludwig Wijnants         | Alain De Roo            |
| 1985                      | Ronny Van Holen          | Paul Haghedooren        | Luc Meersman            |
| 1986                      | Patrick Onnockx          | Marc Sergeant           | William Tackaert        |
| 1987                      | Claude Criquielion       | Patrick Onnockx         | Edwig van Hooydonck     |
| 1988 edición no realizada |                          |                         |                         |
| 1989                      | Hendrik Redant           | Jean Marie Wampers      | Jerry Cooman            |
| 1990                      | Hendrik Redant           | Frank Pirard            | Peter Pieters           |
| 1991                      | Johnny Dauwe             | Eric Vanderaerden       | Hendrik Redant          |
| 1992                      | Johan Capiot             | Eric Vanderaerden       | Jean-Pierre Heynderickx |
| 1993                      | Wilfried Nelissen        | Johan Museeuw           | Johan Capiot            |
| 1994                      | Johan Capiot             | Peter de Clercq         | Ludo Dierckxsens        |
| 1995                      | Johan Capiot             | Johan Verstrepen        | Nico Mattan             |
| 1996                      | Hans De Meester          | Stéphane Hennebert      | Ludo Dierckxsens        |
| 1997                      | Michel Vanhaecke         | Jo Planckaert           | Kris Gerits             |
| 1998                      | Ludovic Auger            | Mario Aerts             | Tom Desmet              |
| 1999                      | Thierry Marichal         | Erwin Thijs             | John Talen              |
| 2000                      | Frank Høj                | Roger Hammond           | Jan Boven               |
| 2001                      | Kris Gerits              | Peter Farazijn          | Bert Hiemstra           |
| 2002                      | Magnus Bäckstedt         | Stijn Devolder          | Gordon McCauley         |
| 2003                      | Stefan van Dijk          | Gert Vanderaerden       | Jeroen Blijlevens       |
| 2004                      | Robbie McEwen            | Ludovic Capelle         | Jans Koerts             |
| 2005 edición anulada      |                          |                         |                         |
| 2006                      | Renaud Dion              | Philippe Gilbert        | Matti Breschel          |
| 2007                      | Jimmy Casper             | Philippe Gilbert        | Bas Giling              |
| 2008                      | Philippe Gilbert         | Kevyn Ista              | Aleksejs Saramotins     |
| 2009                      | Wouter Weylandt          | Rémi Cusin              | Björn Leukemans         |
| 2010                      | Jens Keukeleire          | Gregory Joseph          | Cédric Pineau           |
| 2011                      | Domenik Klemme           | Kevyn Ista              | Robert Wagner           |
| 2012                      | Arnaud Démare            | Kris Boeckmans          | Adrien Petit            |
| 2013                      | Alekséi Tsatevich        | Kris Boeckmans          | Adrien Petit            |
| 2014                      | Maxime Vantomme          | Alekséi Tsatevich       | Nacer Bouhanni          |
| 2015                      | Kris Boeckmans           | Gianni Meersman         | Christophe Laporte      |
| 2016                      | Niki Terpstra            | Scott Thwaites          | Florian Sénéchal        |
| 2017                      | Guillaume Van Keirsbulck | Alex Kirsch             | Iljo Keisse             |
| 2018                      | Niki Terpstra            | Philippe Gilbert        | Damien Gaudin           |
| 2019                      | Florian Sénéchal         | Aimé De Gendt           | Niki Terpstra           |
| 2020                      | Hugo Hofstetter          | Aimé De Gendt           | David Dekker            |
| 2021                      | Tim Merlier              | Rasmus Tiller           | Andrea Pasqualon        |
| 2022                      | Matteo Trentin           | Hugo Hofstetter         | Dries De Bondt          |
| 2023                      | Milan Menten             | Hugo Hofstetter         | Edward Theuns           |
| 2024                      | Laurenz Rex              | António Morgado         | Jenthe Biermans         |
| 2025                      | Mathieu van der Poel     | Paul Magnier            | Émilien Jeannière       |

## Palmarés por países
| País         | Victorias |
| ------------ | --------- |
| Bélgica      | 35        |
| Francia      | 9         |
| Países Bajos | 6         |
| Dinamarca    | 1         |
| Suecia       | 1         |
| Australia    | 1         |
| Alemania     | 1         |
| Rusia        | 1         |
| Italia       | 1         |